# Ernest Newman
Ernest Newman (30 de novembre de 1868 – 7 de juliol de 1959) fou un crític musical i musicòleg anglès. Grove's Dictionary of Music and Musician el descriu com el "crític musical britànic més cèlebre de la primera meitat del segle xx." El seu estil de crítica, apuntant a l'objectivitat intel·lectual per contrast a l'aproximació més subjectiva d'altres crítics, com Neville Cardus, va ser reflectit en els seus llibres sobre Richard Wagner, Hugo Wolf, Richard Strauss i altres. Va ser crític musical dels Temps de The Sunday Times des del 1920 fins a la seva mort gairebé quaranta anys més tard.